# Yerbabuena (Guanajuato)
Yerbabuena es una localidad del estado mexicano de Guanajuato. Es parte del municipio de Guanajuato.

## Demografía
| Gráfica de evolución demográfica |
|                                  |

| Censo | Población |
| ----- | --------- |
| 1900  | 122       |
| 1910  | 140       |
| 1921  | 67        |
| 1930  | 168       |
| 1940  | 128       |
| 1950  | 213       |
| 1960  | 310       |
| 1970  | 191       |
| 1980  | 630       |
| 1990  | 1 431     |
| 2000  | 4 159     |
| 2010  | 8 399     |
| 2020  | 15 476    |